# Dallas Green
 (septembre 2014).
Si vous disposez d'ouvrages ou d'articles de référence ou si vous connaissez des sites web de qualité traitant du thème abordé ici, merci de compléter l'article en donnant les références utiles à sa vérifiabilité et en les liant à la section « Notes et références ».
Dallas Green (né le 29 septembre 1980 à Saint Catharines, Ontario, Canada) est l'auteur-compositeur-interprète du groupe  City and Colour et il est un des guitaristes et chanteurs du groupe de post-hardcore canadien Alexisonfire. Il est hautement reconnu par les critiques pour sa voix perçante et mélodique, présente sur presque toutes les chansons d'Alexisonfire.

## Biographie
Dallas se joignit à Alexisonfire en 2001 comme guitariste. Le groupe sortira quatre albums (Alexisonfire, Watch Out!, Crisis, et Old Crows / Young Cardinals). Il se fera surtout remarquer par sa voix caractéristique sur la majorité des chansons du groupe.
En complément de son travail avec Alexisonfire, Green a également un projet solo nommé City and Colour, qui s'articule autour de chansons à la guitare acoustique plus ou moins autobiographiques. Le nom, City and Colour, vient de son nom : Dallas, qui est une ville, et Green, qui est une couleur. Il a débuté City and Colour de manière confidentielle, enregistrant ses chansons sur internet pour ses fans. Par la suite, il a compilé et réécrit beaucoup de ces chansons pour faire le CD Sometimes. Ce premier CD est sorti le 1er novembre 2005.
Dallas Green apparait également sur Neverending White Light act 1 : Goodbye Friends of the Heavenly Bodies (paru en 2005), chantant sur The Grace. La première vidéo du groupe City and Colour, Save Your Scissors, extraite de Sometimes, album certifié disque d'or, a été enregistrée le 17 janvier 2006 et met en scène certains de ses meilleurs amis, et endroits favoris de sa ville, Sainte-Catharines. Le second clip, Comin' Home, est devenu numéro un au classement des vidéos de MuchMore Music.
En août 2011, Alexisonfire se dissout, notamment car Dallas voulait se concentrer sur City and Colour.
Un des faits les plus marquants, autant que sa voix, est le nombre de tatouages qui ornent son corps. Il a les deux bras entièrement encrés ainsi que le torse et le dos.
Récemment, Dallas a créé, avec la collaboration de son cousin Matthew Scapillati, une ligne de vêtements, Finish Strong. On peut voir Dallas porter une chemise Finish Strong sur la couverture de décembre de Chart Magazine, édition consacrée à l'Artiste de l'Année, ou lors de sa performance lors de MMVA.
Dallas Green a fait une apparition dans la série "les frères Scott saison 8 épisode 15" en tant que guest sous le nom de City and Colour où il a joué certaines de ses musiques.
Le 8 septembre 2014, Pink et Dallas Green annoncent leur collaboration pour un album au son folk intitulé Rose ave.. Pour l'occasion, ils prennent le nom de groupe You+Me. Cet opus sortira le 14 octobre 2014. Un premier single intitulé You and Me est sorti le 8 septembre 2014. Un deuxième single, Break the Cycle, est sorti le 22 septembre 2014.

## Discographie

### Alexisonfire
| Date              | Titre                                                 | Label                                                       |
| ----------------- | ----------------------------------------------------- | ----------------------------------------------------------- |
| 9 septembre 2002  | Alexisonfire                                          | Distort Entertainment (Canada) Equal Vision (États-Unis)    |
| 29 juin 2004      | Watch Out!                                            | Distort Entertainment (Canada) Equal Vision (États-Unis)    |
| 1er novembre 2005 | Switcheroo: Alexisonfire vs. Moneen (Moneen Split EP) | Dine Alone Records (Canada) Vagrant Records (États-Unis)    |
| 22 août 2006      | Crisis                                                | Distort Entertainment (Canada) Vagrant Records (États-Unis) |
| 23 juin 2009      | Old Crows / Young Cardinals                           | Dine Alone Records                                          |
| 2019              | Familiar Drugs                                        |                                                             |

### City and Colour
| Date | Titre                     | Label              |
| ---- | ------------------------- | ------------------ |
| 2004 | The Death Of Me           | Dine Alone Records |
| 2005 | Missing EP                | Dine Alone Records |
| 2005 | Sometimes                 | Dine Alone Records |
| 2007 | Live                      | Dine Alone Records |
| 2008 | Bring Me Your Love        | Dine Alone Records |
| 2011 | Little Hell               | Dine Alone Records |
| 2013 | The Hurry and the Harm    | Dine Alone Records |
| 2015 | If I Should Go Before You | Dine Alone Records |